# 蓝臀蜂鸟
蓝臀蜂鸟（学名：Saucerottia hoffmanni）是雨燕目蜂鸟科的一种鸟类。
蓝臀蜂鸟体重约4.5克，翼长约53.6毫米，嘴峰长约21.8毫米，喙宽度约2.4毫米，喙厚度约2毫米，跗蹠长约5.2毫米，尾长约29.8毫米。蓝臀蜂鸟在其分布区内为留鸟，其栖息在半开放的灌木丛中，食性为草食性，主要食物来源是植物的花蜜。
蓝臀蜂鸟分布于尼加拉瓜西部至哥斯达黎加中部。该物种是单型物种，没有亚种分化。